# Estrada (Cantabria)
Estrada es una localidad del municipio de Val de San Vicente en Cantabria, España. En el año 2021 contaba con una población de 16 habitantes (INE). La localidad se encuentra a 110 metros de altitud sobre el nivel del mar, y a 4 kilómetros de la capital municipal, Pesués.
La carretera CA-843 atraviesa el núcleo de población. y carece de líneas de transporte público regular.

## Patrimonio
Destaca del lugar el conjunto medieval de la Torre de Estrada, que fue declarada Bien de Interés Cultural en el año 1992.
El municipio de Val de San Vicente forma parte del recorrido del Camino de Santiago de la Costa, incluido en 2015 por la Unesco en la ampliación del Camino de Santiago en España a «Caminos de Santiago de Compostela: Camino francés y Caminos del Norte de España». El paso del itinerario oficial por esta localidad queda descrito de la siguiente manera:

Sigue por esta vía (CA-847) unos 50 metros y se desvía a la derecha, tomando la carretera CA-843, en dirección al barrio de Estrada (Val de San Vicente). Tras pasar junto a la Torre de Estrada la ruta discurre un camino vecinal a la derecha para llegar a la localidad de Serdio, en donde hubo un hospital para peregrinos llamado “de Santa Ana”

.